# NGC 5500
NGC 5500 é uma galáxia elíptica (E) localizada na direcção da constelação de Boötes. Possui uma declinação de +48° 32' 48" e uma ascensão recta de 14 horas, 10 minutos e 15,2 segundos.
A galáxia NGC 5500 foi descoberta em 12 de Maio de 1787 por William Herschel.